# سومین ستاره
سومین ستاره (به انگلیسی: Third Star) یک فیلم درام بریتانیایی محصول سال ۲۰۱۰ است. این فیلم اولین بار در ۲۶ ژوئن سال ۲۰۱۰ در جشنواره فیلم ادینبورگ به نمایش درآمد، و در ۱۱ مه ۲۰۱۱ در بریتانیا اکران شد.